# Миса (станция)
Ми́са (латыш. Misa) — железнодорожная станция в Вецумниекской волости Вецумниекского края Латвии, на линии Елгава — Крустпилс. Станция расположена на территории посёлка Миса. Сохранилось узкоколейное ответвление, ведущее на юг от станции к торфяным разработкам на болоте Бригю.

## История
Станция построена в 1920 году, в 1940 от нее отошла узкоколейная ветка на торфоразработки. В 1970 узкоколейку заменили на широкую колею. С 2000 года пассажирские поезда на станции не останавливаются. 